# والتر دونالدسون (لاعب سنوكر)
والتر وير ويلسون دونالدسون (بالإنجليزية: Walter Donaldson)‏  (2 فبراير 1907  - 24 مايو 1973)  كان لاعب اسكتلاندي محترف في السنوكر والبلياردو ولقد فاز ببطولة العالم للسنوكر مرتين عامي 1947 - 1950.

## روابط خارجية
- والتر دونالدسون على موقع CueTracker.net (الإنجليزية)
- والتر دونالدسون على موقع بطولة العالم للسنوكر (الإنجليزية)